# Shikla
Shikla (Cikla), Shikla je transformerska figura, vrsta heroja uobičajena u mitologiji mnogih plemena na sjeverozapadnoj obali, koji je unio ravnotežu u svijet koristeći svoje moći da promijeni ljude, životinje i krajolik u oblike kakve imaju danas. U nekim verzijama mitova kod Chinooka postojala je jedna Shikla, dok su kod drugih bila dva.